# Pistolet Nambu Typ 14
Pistolet Nambu Typ 14 (14-Shiki) (jap. 南部 十四年式 拳銃 Nambu jūyon-nen-shiki kenjū) – japoński pistolet samopowtarzalny zaprojektowany przez generała Kijirō Nambu w 1925 roku (tj. w 14. roku ery Taishō). Standardowa broń boczna oficerów Cesarskiej Armii Japońskiej w czasie II wojny światowej. 
Pistolet stanowił rozwinięcie wcześniejszych pistoletów Nambu, produkowanych na rynek cywilny i nieprzyjętych jako etatowa broń wojskowa. Nambu Typ 14 był w stosunku do nich uproszczony i tańszy i został zaadaptowany jako broń wojskowa. Zasada działania automatyki Nambu Typ 14 opierała się na krótkim odrzucie lufy, zamku ryglowanym wahliwym ryglem (opora ryglowa za chwytem), bezpieczniku nastawnym i automatycznym, działającym z chwilą wyjęcia magazynka. Zamek był wewnętrzny, schowany w komorze zamkowej połączonej z lufą, posiadający pierścieniowy chwyt wystający z tyłu broni. Po wystrzeleniu ostatniego naboju zamek zatrzymywał się w tylnym położeniu.
Pistolety produkowane od 1939 roku miały powiększony kabłąk spustu.
Istniał też pistolet Nambu Typ 94, który w odróżnieniu od Typ 14 miał tylko jeden bezpiecznik automatyczny, w przedniej części chwytu, który wyłączał się samoczynnie z chwilą przepisowego ujęcia broni przy strzelaniu.